# Prionus palparis
Prionus palparis är en skalbaggsart som beskrevs av Thomas Say 1824. Prionus palparis ingår i släktet Prionus och familjen långhorningar. Inga underarter finns listade i Catalogue of Life.